# Броновицкая, Анна Юлиановна
А́нна Юлиа́новна Бронови́цкая (род. 23 июля 1966) — российский архитектуровед, историк архитектуры, архитектурный критик, куратор. Специалист по архитектуре советского модернизма, популяризатор советской архитектуры.

## Биография
Анна Броновицкая родилась 23 июля 1966 года. Окончила московскую школу № 91.
В 1992 году окончила отделение истории и теории искусства исторического факультета МГУ исторического факультета Московского государственного университета имени М. В. Ломоносова. В 1992—1995 годах училась в аспирантуре НИИ теории и истории архитектуры и градостроительства (НИИТАГ).
В 2004 году защитила диссертацию на соискание учёной степени кандидата искусствоведения по теме «Творческий метод Эдварда Берн-Джонса и тенденции историзма в английской художественной культуре второй половины XIX века» в Институте теории и истории изобразительных искусств Российской академии художеств (НИИ изобразительных искусств РАХ).
В 1992—2016 годах преподавала в Московском архитектурном институте (МАрхИ); доцент кафедры истории архитектуры и градостроительства. В 2004—2014 была редактором архитектурных журналов «Проект Россия» и «Проект International».
В 2006 году Анна Броновицкая вместе с Наталией Броновицкой опубликовали путеводитель «Архитектура Москвы 1920—1960». В него вошло 109 памятников архитектуры, в том числе около 60 адресов авангарда 1920-х годов, около 40 адресов сталинских классики и ар-деко и около 10 адресов хрущёвско-брежневского модернизма. Вложенная в книгу карта включила около 500 объектов, кратко описанных в легенде. Рецензент путеводителя отмечал, что «гуще всего хрестоматийные памятники советского периода расставлены вблизи Красных Ворот и Каланчёвской площади».
В 2007 году совместно с Клементиной Сесил создала текстовое наполнение сайта, посвящённого дому Наркомфина. В 2008 году присоединилась к Московскому обществу охраны архитектурного наследия (MAPS), в 2009-м вместе с Клементиной Сесил и Эдмундом Харрисом опубликовала совместный отчёт SAVE и MAPS «Московское архитектурное наследие: Точка невозврата».
С 2015 года вела публичные лекции по архитектуре XX века в музее «Гараж». Преподаватель Московской архитектурной школы (МАРШ). Директор по исследованиям Института модернизма.
Автор книг и статей по советской архитектуре в российской и зарубежной прессе, куратор выставок.
Одна из авторов Большой российской энциклопедии (2004—2017). Написала для БРЭ статьи «Гомбрих Эрнст Ганс», «Дворжак Макс», «Констебл Джон», «Москва» (архитектура после 1917 года; совместно с Наталией Броновицкой), «Неоклассицизм» (архитектура и изобразительное искусство), «Певзнер Николаус», «Пекин» (архитектура; совместно с Верой Белозёровой), «Покровский Игорь Александрович», «Полянский Анатолий Трофимович», «Посохин Михаил Васильевич» (совместно с Наталией Броновицкой), «Постмодернизм» (постмодернизм в архитектуре; совместно с Ниной Фроловой), «Рерберг Иван Иванович».
Рустам Рахматуллин в 2006 году назвал Анну Броновицкую «одной из лучших новых писателей об архитектуре».
С началом в 2022 году полномасштабного вторжения России на Украину иммигрировала в Германию. Жила в Мюнхене, с 2024 года — в Берлине.

### Семья
- Мать — Наталия Николаевна Броновицкая (1941—2020), советский и российский архитектуровед, историк архитектуры[5].

## Куратор выставок
- 2009 — Collective City («Коллективный город») в составе 4-й международной архитектурной биеннале в Роттердаме (IABR) (совместно с Бартом Голдхоорном и Александром Свердловым)[9][3]
- Художественная выставка на тему наследия авангарда, завершившая исследовательский проект «Москонструкт», осуществлявшийся совместно Московским архитектурным институтом (МАрхИ) и римским университетом «Сапиенца» при поддержке Евросоюза[3]
- 2010 — Выставка произведений архитектора Леонида Павлова (Музей архитектуры имени А. В. Щусева)[3]

## Участие в профессиональных и общественных организациях
- Член DOCOMOMO-Россия[10]
- Член секции по наследию советского периода Федерального научно-методического совета по культурному наследию[10]
- Член Ассоциации искусствоведов[11]